# Apisai Tora
Mohammad Apisai Vuniyayawa Tora (nascido em Vunidawa em 5 de janeiro de 1934 e falecido em Lautoka em 6 de agosto de 2020) foi um sindicalista, soldado e político das Fiji. Ele é descrito como um ativista político "passional", mas também como um "camaleão" por suas mudanças partidárias, e como um "extremista" e um "ultranacionalista" por sua criação de um movimento de pressão defendendo a supremacia política dos nativos e por sua participação em governos nacionalistas autóctones antidemocráticos.
Tora ocupou vários cargos políticos, sendo o último como senador de 2001 a 2006. Convertido ao Islã, representou uma pequena minoria (chegada às centenas) nas comunidades indígenas fijianas e muçulmanas. Em 27 de setembro de 2005, foi condenado a oito meses de prisão por crimes relacionados ao golpe de Estado de 2000.